# Atractoscion nobilis
Atractoscion nobilis är en fiskart som först beskrevs av Ayres, 1860.  Atractoscion nobilis ingår i släktet Atractoscion och familjen havsgösfiskar. IUCN kategoriserar arten globalt som livskraftig. Inga underarter finns listade.

## Bildgalleri

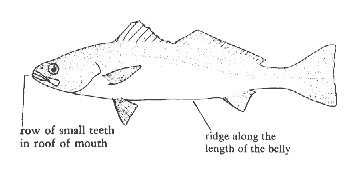
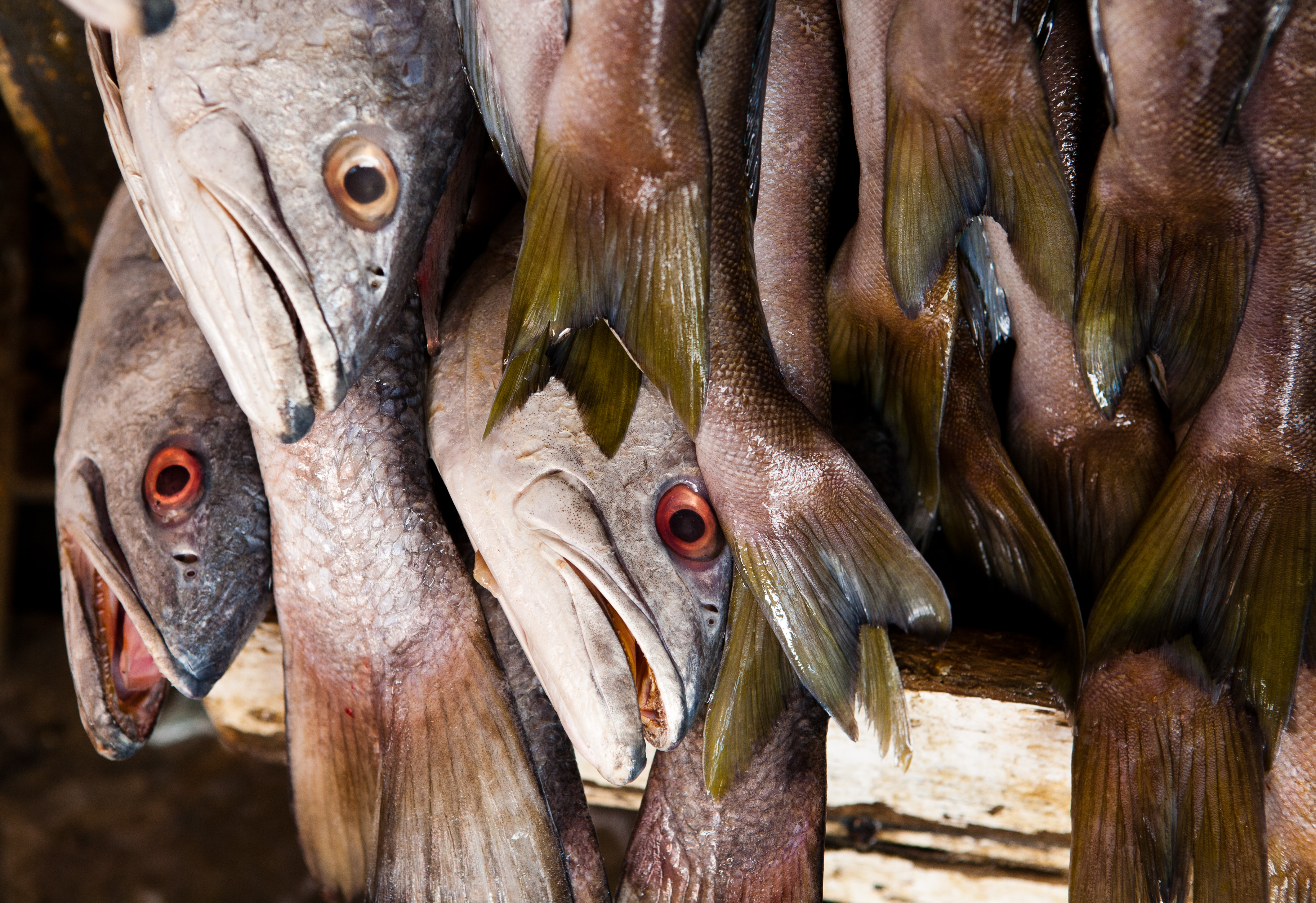
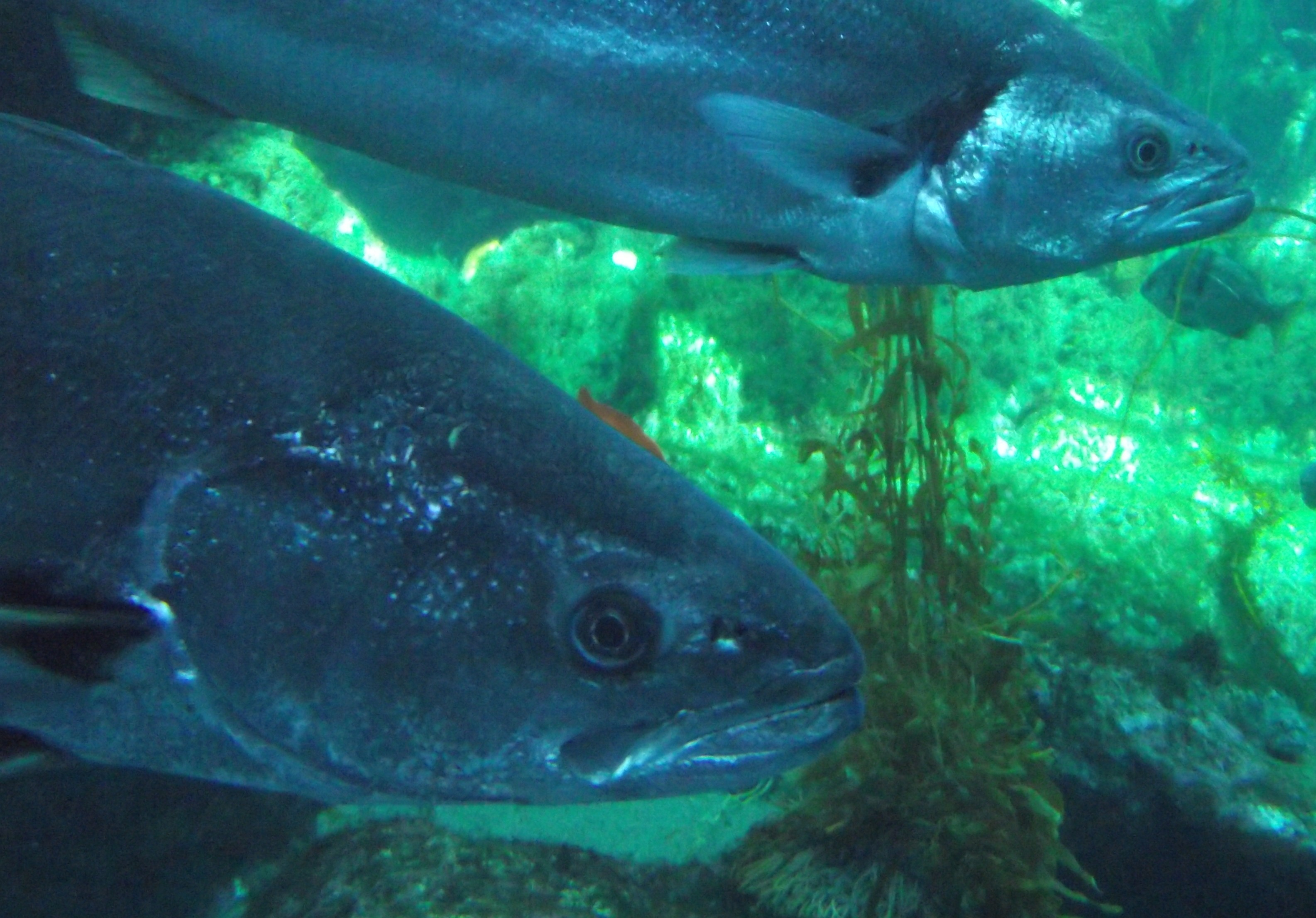
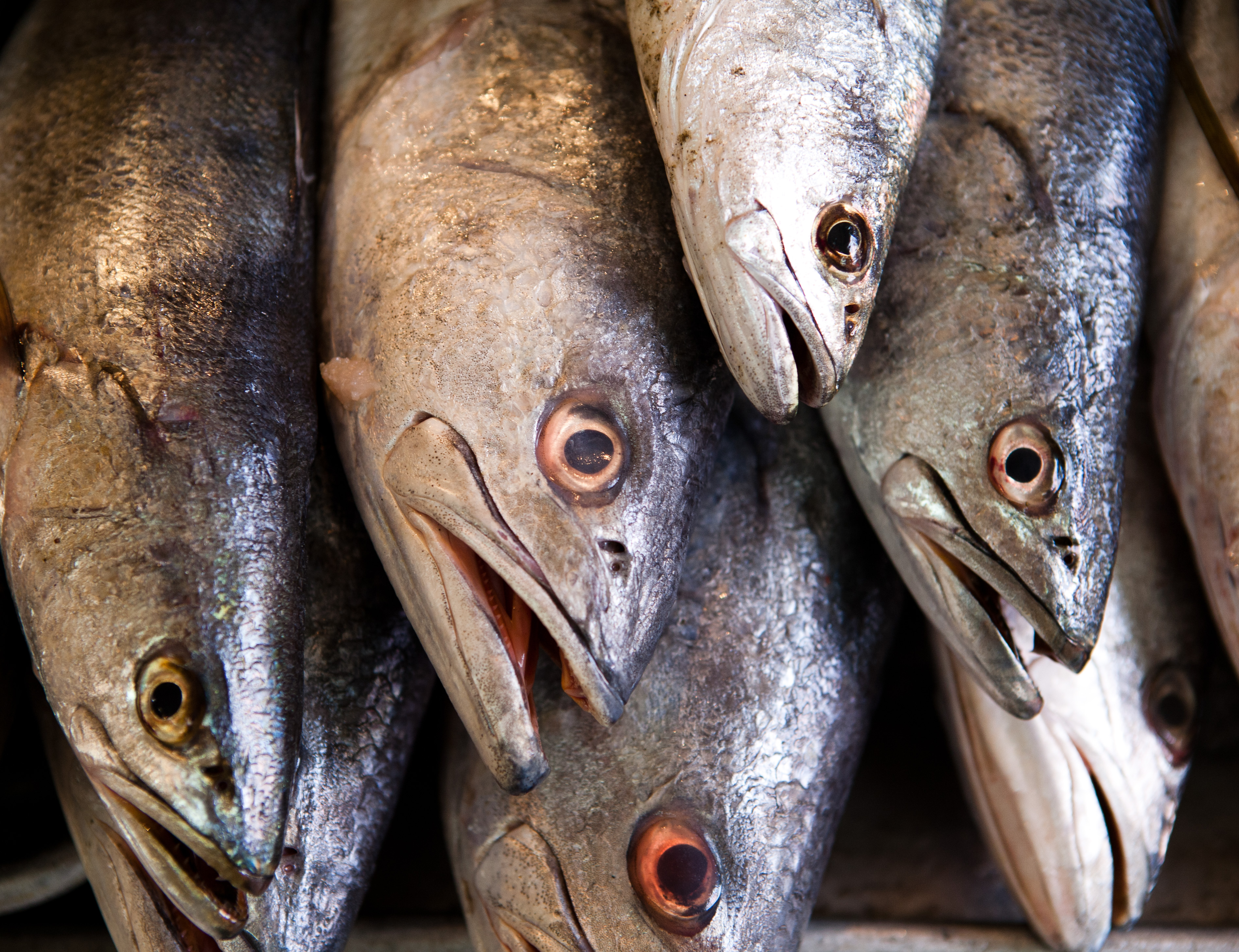